# トリポリ大学
トリポリ大学（トリポリだいがく、アラビア語: جامعة طرابلس、英語: University of Tripoli）は、リビアで最大の規模と重要性を誇る高等教育機関。首都トリポリ（タラーブルス）に所在する。1957年に創立。ファーテハ革命が勃発した後の1976年にファーテハ（ファーティフ）大学と改名されたが、2011年のカダフィ政権崩壊後、トリポリ（タラーブルス）大学の名に戻された。学部教育、大学院教育を提供している。

## 学部
- 理学部（同大学最古の学部）
- 工学部
- 農学部
- 医学部
- 薬学部
- 芸術学部
- 獣医学部
- 歯学部
- 医療技術学部
- 法学部
- 経済学部